# Petoukhovo
Petoukhovo (en russe : Петухово) est une ville de l'oblast de Kourgan, en Russie et le centre administratif du raïon de Petoukhovo. Sa population s'élevait à 10 537 habitants en 2015.

## Géographie
Petoukhovo est située dans la plaine d'Ichim, à 168 km à l'est-sud-est de Kourgan et à 1 899 km à l'est de Moscou.

## Histoire
Petoukhovo a été fondée en 1892 autour d'une gare ferroviaire du Transsibérien. En 1899, Petoukhovo fusionna avec le village voisin de Ioudino. En 1944, Petoukhovo reçut le statut de ville.

## Population
Recensements (*) ou estimations de la population
| 1926* | 1939* | 1959*  | 1970*  | 1979*  | 1989*  |
| ----- | ----- | ------ | ------ | ------ | ------ |
| 4 881 | 9 300 | 12 997 | 12 125 | 11 842 | 14 584 |

| 2002*  | 2010*  | 2012   | 2013   | 2014   | 2015   |
| ------ | ------ | ------ | ------ | ------ | ------ |
| 12 661 | 11 292 | 11 124 | 10 902 | 10 628 | 10 537 |